# Мистер Долар (филм из 1974)
Мистер Долар је југословенски телевизијски филм из 1974. године. Режирао га је Сава Мрмак а сценарио је базиран на истоименој комедији Бранислава Нушића из 1932. године.

## Улоге
| Глумац                     | Улога                                |
| -------------------------- | ------------------------------------ |
| Слободан Ђурић             | Жан/Јован Тодоровић                  |
| Петар Словенски            | Матковић                             |
| Зоран Милосављевић         | Новинар                              |
| Олга Спиридоновић          | Госпођа саветниковица без репутације |
| Драгољуб Милосављевић Гула | Господин саветник са репутацијом     |
| Иво Јакшић                 | Професор                             |
| Војислав Воја Брајовић     |                                      |
| Младен Млађа Веселиновић   | Господин који очекује наследство     |
| Мирко Буловић              | Господин без скрупула                |
| Морис Леви                 | Господин са добрим везама            |
| Марко Тодоровић            | Послератни господин                  |
| Маја Димитријевић          |                                      |
| Дубравка Перић             | Госпођа о којој се много шапуће      |

Остале улоге  ▼
| Глумац                     | Улога                                 |
| -------------------------- | ------------------------------------- |
| Марија Милутиновић         |                                       |
| Бранка Петрић              |                                       |
| Светлана Бојковић          | Ела, ћерка председника                |
| Зорица Шумадинац           | Госпођица Нина                        |
| Бранка Веселиновић         | Госпођа која проводаџише              |
| Радмила Ђурђевић           | Маришка                               |
| Бранислав Цига Миленковић  | Диригент хора (као Бранко Миленковић) |
| Љубомир Богдановић         |                                       |
| Александар Берчек          | Новинар                               |
| Бранко Цвејић              |                                       |
| Радивоје Ранисављевић Лала | (као Радивоје Ранисављевић)           |